# Eunice arcturi
Eunice arcturi är en ringmaskart som först beskrevs av Treadwell 1928.  Eunice arcturi ingår i släktet Eunice och familjen Eunicidae. Inga underarter finns listade i Catalogue of Life.